# نور (فیلم)
«نور» (انگلیسی: The Light (film)) یک فیلم است که در سال ۲۰۰۴ منتشر شد. از بازیگران آن می‌توان به ساندرین بونر، فیلیپ تورتون، و امیلی دوکن اشاره کرد.